# Cheval en Jamaïque
Vous lisez un « bon article » labellisé en 2023.
Le cheval a été introduit en Jamaïque par les conquistadors et les colons espagnols en 1509. Après un bon développement initial, cet élevage est freiné car les plaines jamaïcaines sont utilisées pour les plantations. La conquête anglaise de l'île en 1670 entraîne un massacre des chevaux espagnols, puis leur remplacement progressif par des chevaux anglais, ainsi que l'arrivée d'esclaves ouest-africains, assimilés eux-mêmes à des animaux par les esclavagistes anglo-américains. L'élevage équin connaît un renouveau au XVIIIe siècle.
Bien que la Jamaïque reste mentionnée comme une terre d'élevage au XIXe siècle, le cheval y est devenu beaucoup plus rare à l'époque contemporaine en raison de la modernisation des transports, avec environ 4 000 têtes recensées en 2017. Les sports hippiques s'y sont développés tout au long du XIXe siècle, au point de hisser l'île au rang de principal acteur des courses hippiques dans les Caraïbes au milieu du XXe siècle, avant un déclin dû à une fuite des capitaux. Le polo est aussi pratiqué en Jamaïque.

## Histoire
Le cheval domestique (Equus caballus) n'est pas natif de la Jamaïque. Des fossiles de chevaux sauvages datant de la Préhistoire ont été retrouvés sur tout le continent américain, mais le cheval a disparu environ 10 000 ans av. J.-C., peut-être sous la pression de la chasse des populations humaines. L'espèce domestique est progressivement introduite sur le continent américain par des explorateurs et des colons européens à partir du XVe siècle.

### Premières arrivées
En 1509, Diego Colomb ordonne la colonisation de l'île de la Jamaïque, aussi don Juan de Esquivel emmène avec lui des chevaux et du bétail,. Ces premiers chevaux et colons arrivent à Sevilla la Nueva (es). Comme dans les îles voisines précédemment colonisées par les Espagnols, l'élevage s'implante correctement et les chevaux s'y multiplient,.
La Couronne espagnole perd quelque peu son intérêt pour la Jamaïque lorsqu'il devient clair que cette île ne recèle pas d'or ; néanmoins, elle garde de la valeur en tant que base pour la préparation des expéditions et des conquêtes, et pour l'abondance de ses chevaux. Le rapport de Herrera signale que l'île va bientôt donner de « grandes provisions de chevaux » pour les nouvelles colonies, de même que des porcs et du coton,. Les différentes expéditions infructueuses envoyées par Francisco de Garay (en) vers l'Amérique centrale durant les années 1520 comptent toujours des lanciers montés sur des chevaux nés en Jamaïque,. Les capitulations signées par Doña Juana en faveur de l'invasion du Pérou par Francisco Pizarro en 1529 mentionnent l'envoi de 25 juments et du même nombre d'étalons en provenance de l'île,. Trois mois après la création de la colonie de Veracruz (actuel Mexique), Hernán Cortés reçoit d'un navire parti de Cuba, et piloté par l'un de ses amis, un étalon jamaïcain bai foncé nommé « El Romo » (« Le Romain »). Une semaine plus tard, un autre navire, moins amical, est capturé par les troupes de Cortés qui s'approprient son chargement d'une dizaine de chevaux jamaïcains, dont l'étalon noir qu'il chevauchera jusqu'au Honduras, Morcillo (ou « El Morzillo » selon d'autres sources).
Avant la conquête anglaise, la Jamaïque est essentiellement connue pour son bétail et ses chevaux, l'esclavage n'y étant pas mentionné. Cependant, il semble que l'élevage équin ait commencé à décliner à cette époque. Cela pourrait être dû à la topographie de l'île, les zones de plaines étant clôturées pour être transformées en plantations. Quoi qu'il en soit, les grandes hardes de chevaux semi-sauvages (cimarrones) ne se sont jamais développées en Jamaïque, au contraire de ce qui s'est observé sur les îles voisines d'Hispaniola et de Porto Rico,.

### Conquête et colonisation anglaise

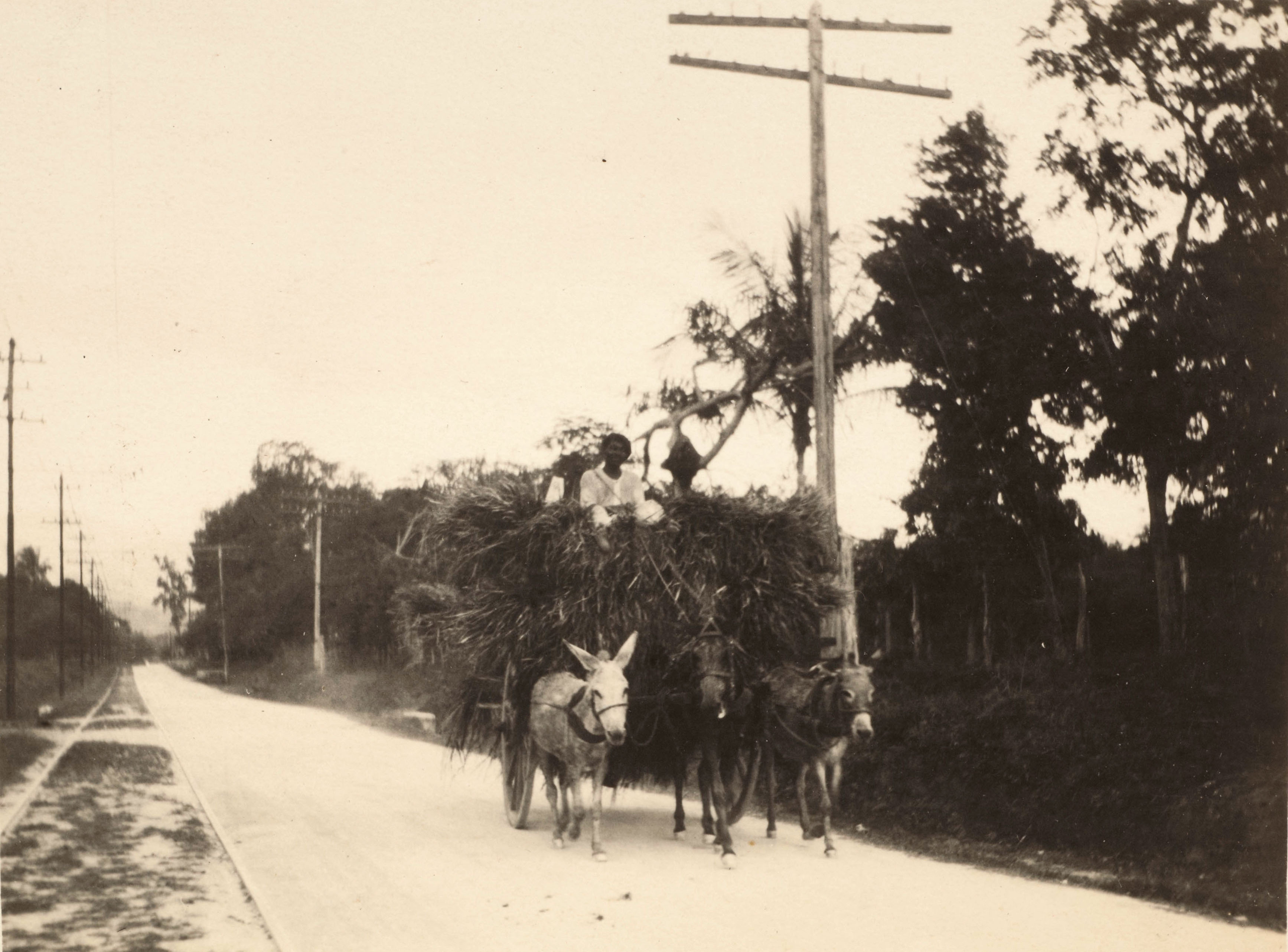
Attelage d'un cheval et de deux ânes pour du transport de fourrage, en 1912 en Jamaïque.

Durant la conquête anglaise de la Jamaïque, en 1670, il est fait mention de la présence de chevaux et d'ânes dans les savanes, que ces nouveaux conquérants rapportent avoir chassé « comme de la vermine ». D'après Deb Bennett, les Anglais méprisent les chevaux élevés par les Espagnols, et importent plus tard sur l'île leurs propres races équines, des Carrossiers du Yorkshire pour tracter les attelages, des Hobbies pour la selle et des Pur-sangs un peu plus tard. Ces importations accompagnent en particulier le développement de la culture de la canne à sucre, qui demande des chevaux pour le travail et le transport. D'après le zoologue Ángel Cabrera, cela permet à l'élevage jamaïcain de connaître une nouvelle phase de prospérité au XVIIIe siècle. Une nouvelle guerre éclate cependant entre l'Angleterre et l'Espagne ; c'est dans ce contexte que l'amiral Edward Vernon embarque en janvier 1741 des cavaliers volontaires jamaïcains et leurs chevaux.
La majorité des chevaux jamaïcains sont élevés dans les paroisses de l'ouest de l'île, dans des champs localement nommés pens. L'équitation est pratiquée par la totalité des Blancs habitant l'île. Il est fréquent que les riches Blancs se rendent visite entre eux, les hommes montant à cheval pendant que les femmes montent dans des fiacres tirés par quatre chevaux, eux-mêmes menés par des postillons en habits luxueux.

### Chevaux et esclaves

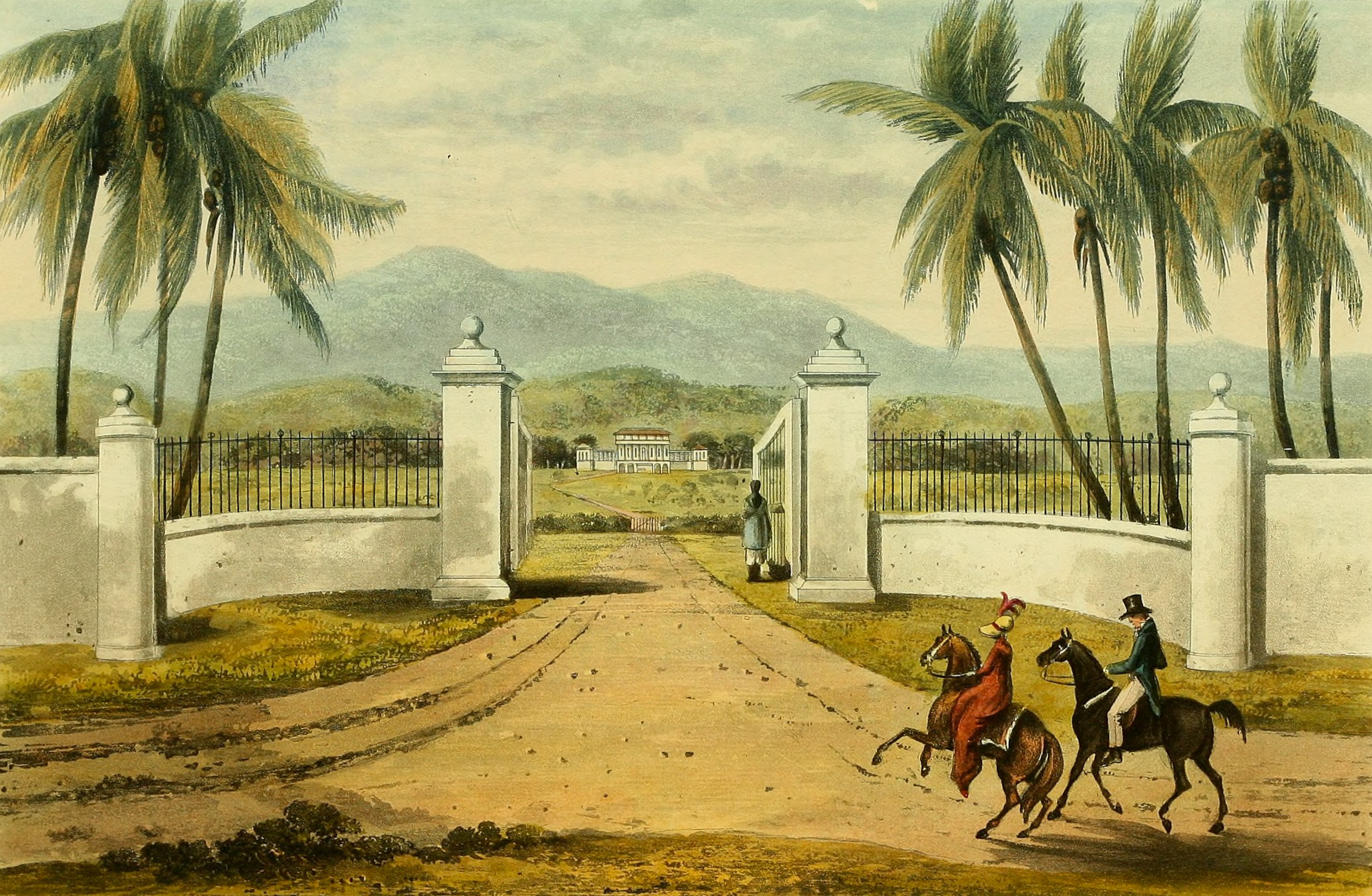
Gravure représentant deux cavaliers devant la maison de plantation de Rose Hall, réalisée par James Hakewill dans A picturesque tour of the island of Jamaica (1825).

Au XVIIIe siècle, environ 13 % des esclaves amenés par les Anglais sur l'île de Jamaïque (pour la plupart des Noirs africains) travaillent avec les animaux d'élevage. L'usage local du cheval comme animal de trait a vraisemblablement surpris les esclaves africains nouvellement arrivés, cet usage étant alors inconnu en Afrique subsaharienne.
Un exemple de ces exploitations est donné avec l'étude de cas de Vineyard pen, un élevage comptant 251 têtes de bétail et 16 chevaux en 1750-1751, étudié par Philip D. Morgan (en). Les chevaux de cette exploitation agricole provenaient sans doute d'Angleterre ou d'Amérique du Nord. Les esclaves y sont décrits et traités comme le sont les animaux. Par ailleurs, ces esclaves sont, avec les chevaux et les bovins, les seuls à recevoir des noms individuels, très vraisemblablement de la part de leurs propriétaires. Certains noms peuvent être partagés entre les esclaves, les bovins et les chevaux, qu'il s'agisse de noms mélioratifs (Beauty, Faithful Black...), de noms péjoratifs (Big Belly, Deceitful, False Heart...), ou de noms anglo-américains classiques, issus par exemple des dieux de la mythologie romaine. Les seuls esclaves qui ne partagent pas le même type de nom que les animaux sont ceux qui exercent une fonction liée à une part de prestige, par exemple, les surveillants des enclos d'élevage. Il semble qu'une couleur de peau plus claire aidait à accéder à ces fonctions. 
L'assimilation des esclaves aux animaux existe aussi à travers des analogies et des comparaisons, sur la base de la domestication et de la docilité. L'une d'elles, que l'auteur Philip D. Morgan estime représentative de la pensée esclavagiste anglo-américaine de l'époque, émane d'un certain Hector McNeil, en 1788 : 

« Un nègre a plus d'idée du bien de la liberté, monsieur, que votre cheval. Tous deux sont également disposés à errer en liberté sans contrôle ; et à moins qu'ils aient beaucoup à manger et à boire, ils ne s'approcheront pas de vous. Prenez cependant l'un ou l'autre, et brisez-le correctement ; habituez-le à la bride et occasionnellement au fouet, indiquez-lui la route à suivre, et bientôt, non seulement il supportera, mais il aimera la tâche qu'il doit accomplir [...]. »

— Hector McNeil
Les journaux jamaïcains du XVIIIe siècle contiennent des annonces de recherche d'esclaves en fuite, accompagnées de caricatures déshumanisantes ; ces annonces figurent à côté de celles visant à retrouver les chevaux et les mules égarés ou en divagation.

### Des années 1800 jusqu'aux années 1960

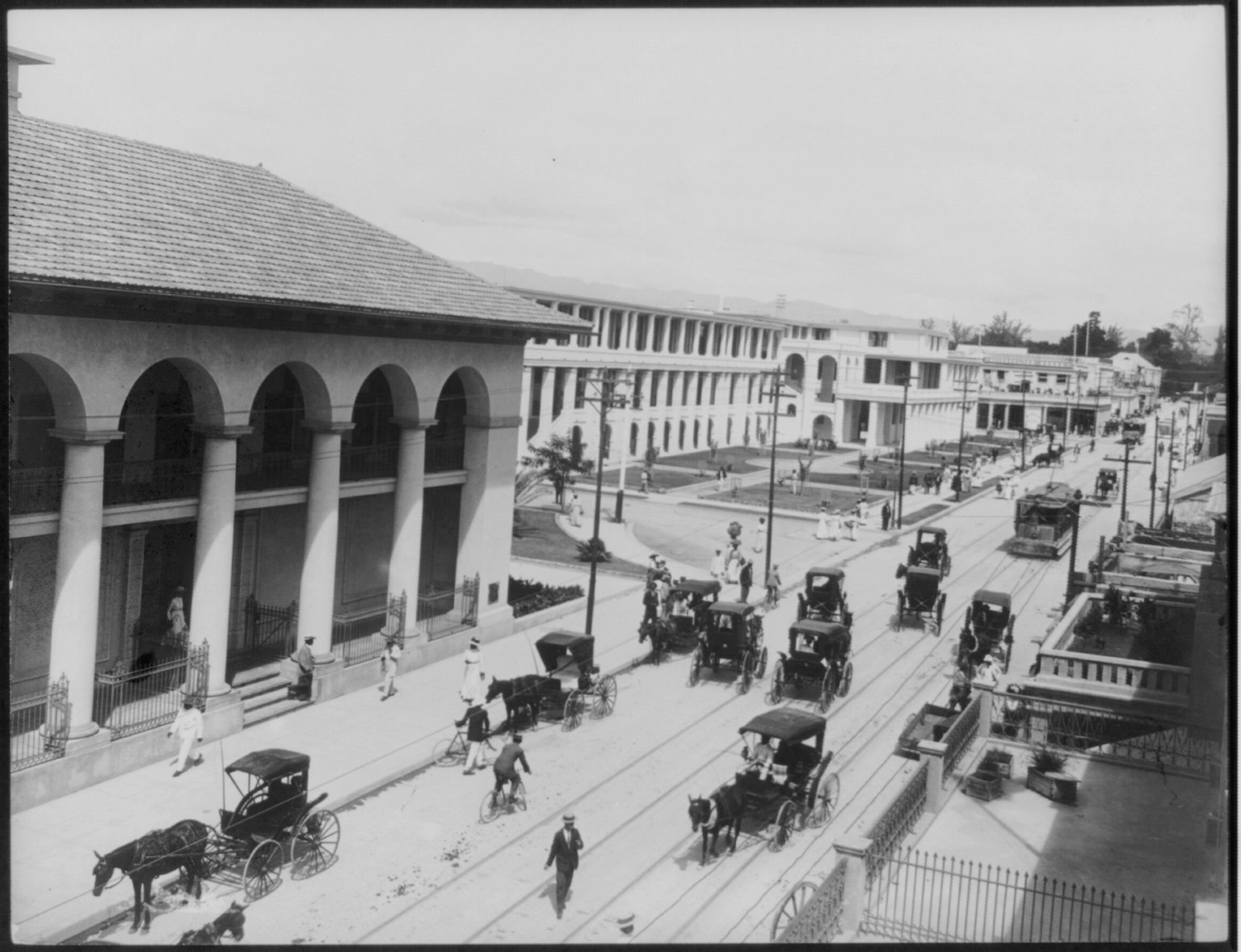
Véhicules hippomobiles à Kingston, en 1900.

Le sport hippique (courses de chevaux), un sport typiquement britannique et qui se pratique avec des Pur-sangs, se développe tout au long du XIXe siècle.
En 1857, le juge anglais à la retraite Edward Chitty (en) contacte le Colonial Secretary Henry Labouchere alors à la recherche de remontes militaires, et se présente comme l'un des meilleurs horse masters de la Jamaïque, tout en soutenant que les chevaux jamaïcains sont parmi les meilleurs pour remonter la cavalerie légère. En 1887, la Royal United Service Institution débat quant à la question de savoir si la Jamaïque peut être un pays fournisseur de chevaux pour la British Army ; durant ces débats, la possibilité de trouver des chevaux de grande taille en Jamaïque et la bonne qualité de l'élevage local sont soulignés,.

### Depuis l'indépendance

Panneau routier jamaïcain.

L'élevage et l'usage des chevaux ont reculé dès les années 1940, avec la modernisation des modes de transport.
Durant les années 1960, une maladie affecte les chevaux de l'est de l'île. Le professeur Louis Grant, de l'université des Indes occidentales (campus de Mona), instaure une quarantaine sur les mouvements des chevaux, des ânes et des mules de cette région. Il découvre au terme de ses recherches en laboratoire que les chevaux sont atteints d'encéphalite équine. Il recommande des mesures de confinement, afin d'empêcher le virus de ruiner l'industrie équine jamaïcaine.
Durant les années 1960 et 1970, un appauvrissement général des habitants de la Jamaïque, doublé d'une fuite des capitaux, entraînent un déclin dans l'élevage du cheval de course Pur-sang. Le secteur est restructuré durant les années 1980 à 1990.

## Pratiques et usages
L'élevage et l'usage des chevaux ont perdu en importance. La mule leur est préférée pour l'exécution des travaux ruraux. 
La consommation de viande de cheval a existé sporadiquement au cours de l'histoire de la Jamaïque, mais elle est rare, et plus particulièrement associée aux contextes de guerre.

### Sport hippique

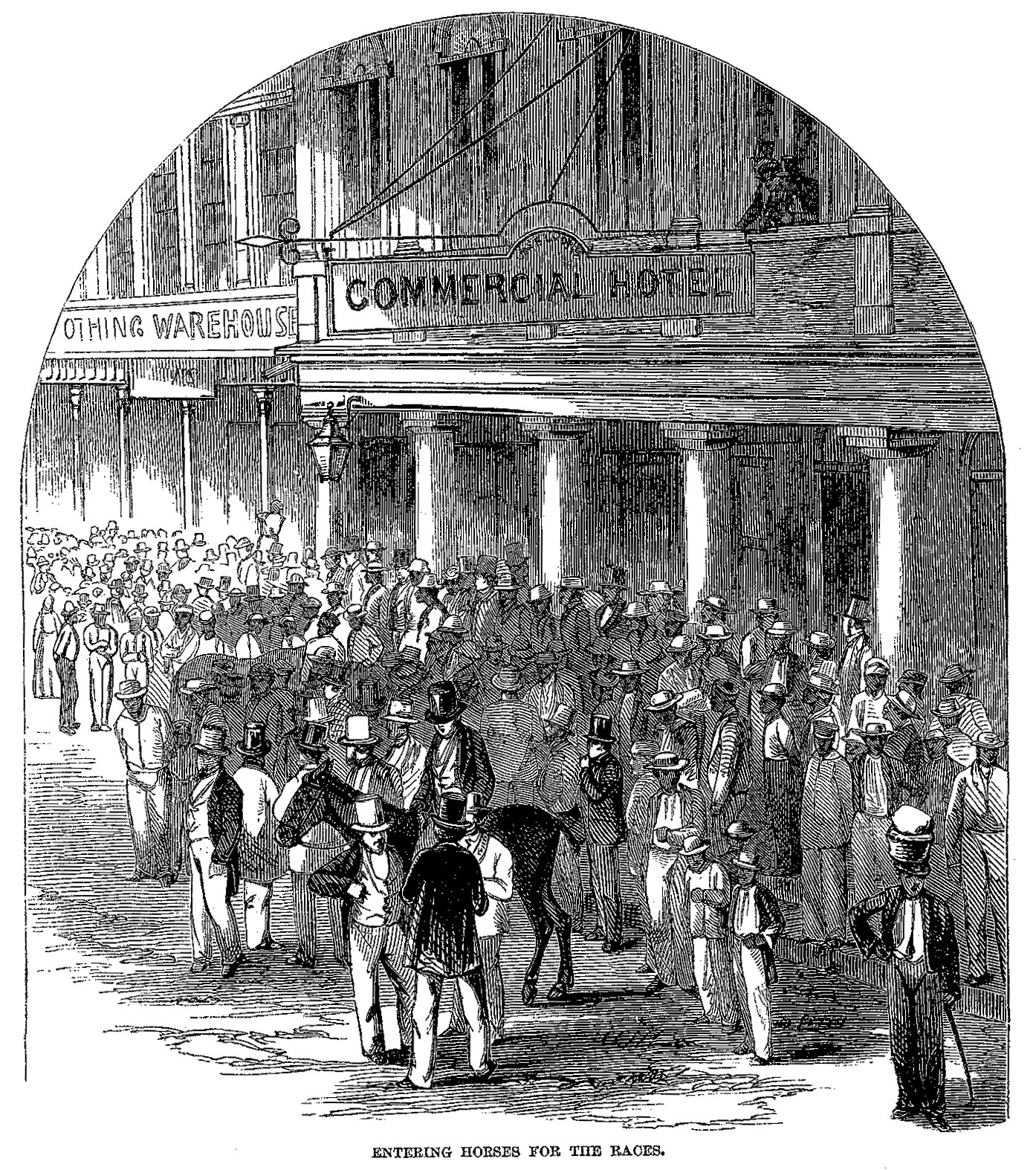
Préparation d'une course hippique en Jamaïque, au XIX.

L'organisation de courses de chevaux est mentionnée en 1808 par John Stewart. Les premières courses sont des matchs courus dans la savane durant deux jours au mois de mars chaque année, puis un premier hippodrome est construit en 1816 à Kingston ; cette même année, une course est organisée sur un mile. D'autres constructions d'hippodromes sont lancées à Saint Ann (Black Heath Pen), à Falmouth (en) et à Mandeville. En 1816, 24 courses sont courues sur l'île. Des prix sont distribués par la Couronne britannique, dans l'objectif d'encourager l'élevage de chevaux endurants. Le Jamaica Jockey Club change de nom pour devenir le Knutsford Park Ltd. en 1926. La popularité des courses se maintient au XXe siècle, faisant de la Jamaïque un hub de courses de chevaux dans les Caraïbes. En 1959, une portion de Caymanas, une ancienne plantation de sucre de l'ouest de Kingston, est rachetée pour devenir le principal hippodrome du pays, statut qu'il conserve à ce jour. Le sport hippique est toujours pratiqué, une expérience de prédiction de leurs résultats grâce à des algorithmes ayant donné lieu à une publication en 2008. L'une des problématiques majeures est la lutte contre le dopage des chevaux.

### Polo
Les deux derniers débouchés de la race de chevaux locale sont la promenade et le polo. Les Anglais, en particulier les officiers des tuniques rouges, ont introduit cette pratique du polo en Jamaïque. Le polo est toujours enseigné et pratiqué sur l'île.

## Élevage

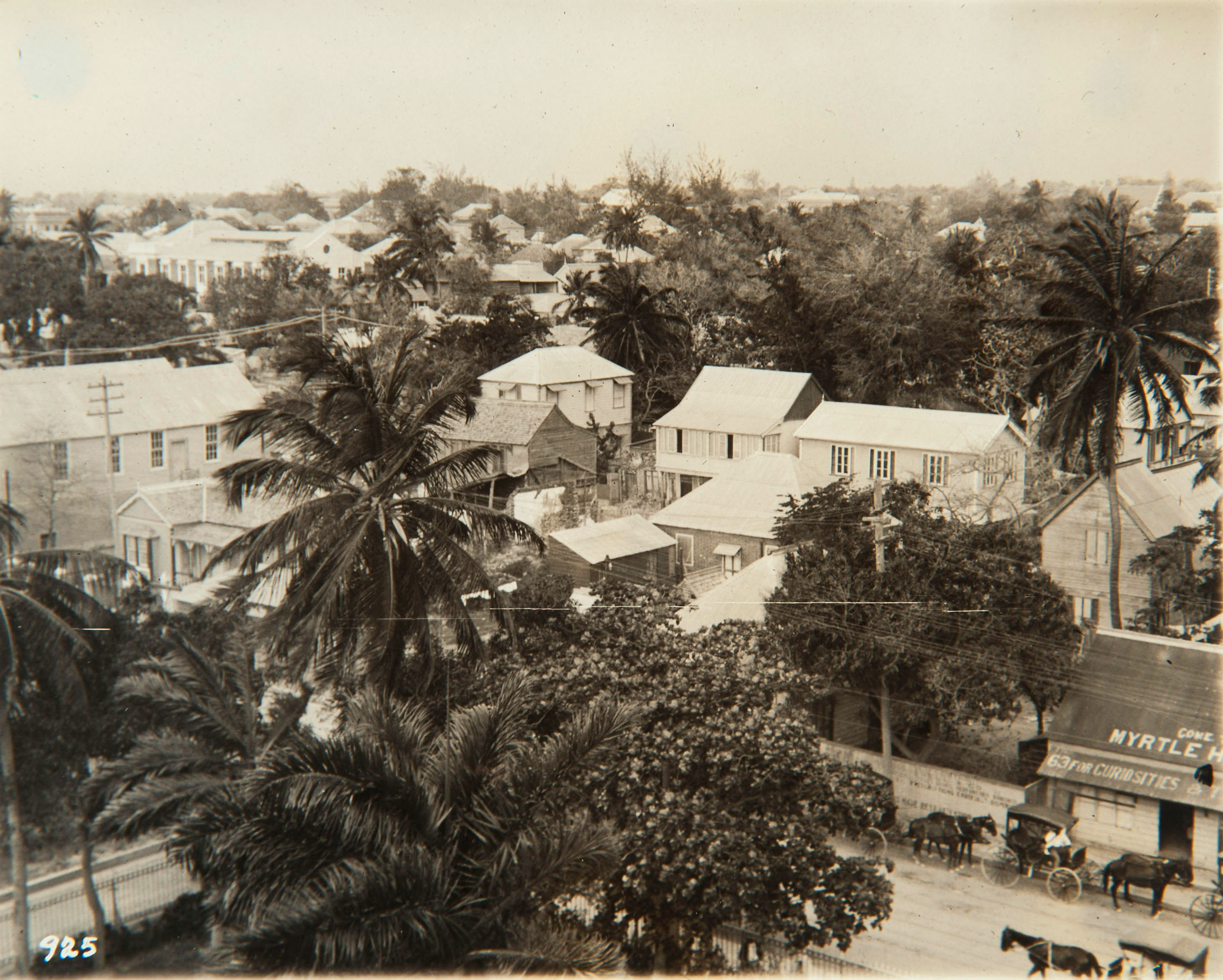
Une rue jamaïcaine en 1914, avec des véhicules hippomobiles.

En 2017, dans l'ouvrage Equine Science, la population chevaline jamaïcaine est estimée à 4 000 têtes, ce qui représente 0,01 % de la population chevaline mondiale.

### Races élevées
La base de données DAD-IS n'indique la présence d'aucune race de chevaux particulière en Jamaïque.
Cependant, différents auteurs ont décrit, notamment au XIXe siècle, une race de chevaux locale et particulière à la Jamaïque. Le joueur de polo Thomas Francis Dale (en) la décrit comme « un cheval de course en miniature », dotée d'une tête distinguée et exprimant l'intelligence. Il ajoute que les défauts des poulains s'estompent s'ils sont bien soignés. Ces défauts sont un corps trop long, des côtes plates et des « genoux de vache ». Le colonel Charles Hamilton Smith décrit ces chevaux locaux comme plus légers et petits que des Pur-sang anglais, mais nobles, élégants et rapides. Pour Cabrera, ce cheval d'assez petite taille résulte du croisement entre la souche espagnole survivante et les bêtes amenées par les Anglais. D'après Deb Bennett, ces chevaux jamaïcains ont influencé les chevaux nord-américains, donnant après de nombreux croisements le « cheval des collines nord-américain ». Le cheval jamaïcain a vraisemblablement aussi été exporté vers les Bahamas.
Le Pur-sang est élevé pour les courses, avec un stud-book jamaïcain spécifiquement établi. Le Racing Year de 1951 soutient que les meilleurs Pur-sang des Caraïbes sont élevés en Jamaïque, avec des exportations vers Trinidad et Panama.

### Maladies et parasitisme
Comme de nombreux autres pays, la Jamaïque héberge des espèces de tiques qui sont des parasites des chevaux. Il y existe aussi diverses espèces de strongles parasites. Durant les années 1960, le professeur Grant a conduit des recherches sur trois maladies jamaïcaines, dont deux sont susceptibles d'affecter les chevaux : la leptospirose et l'encéphalite équine,. Il a découvert le rôle de l'urine des rats comme agent propagateur de la leptospirose.
Il existe des preuves de circulation du virus du Nil occidental, en 2003.

## Culture
Le cheval est présent parmi les pratiques du vaudou et du Hoodoo en Jamaïque, qui ont notamment été décrites par Zora Neale Hurston. Une importance particulière accordée à la queue du cheval et du bétail semble trouver ses racines dans des traditions similaires présentes en Afrique de l'Ouest. Ces queues servent d'objets pratiques, d'objets décoratifs, et se voient prêter des vertus magiques.
Parmi d'autres croyances citées comme propres aux Afro-Jamaïcains (en), l'une d'elles veut que pour empêcher un cheval de gagner une course, il faille récolter les saletés collées à ses sabots et les enrouler avec de l'ase fétide dans un vêtement lié à la plante ; placer le tout sous un objet très lourd garantit que le cheval perdra sa prochaine course. Ce charme ne peut toutefois fonctionner si le propriétaire du cheval récupère les saletés collées à ses sabots le premier, surtout s'il jette ces saletés ailleurs le jour même de la course.
Le fer à cheval est supposé garder le malheur éloigné. Enfin, toujours selon les croyances des Noirs jamaïcains, fermer un canif à moitié ferait s'arrêter les chevaux.

### Note
1. ↑  Version originale de la citation : A Negro has more idea of liberty good, sir, than your horse. Both are equally disposed to roam al large without control ; and provided they have pleenty to eat and drink, they will not come near you. Take however either, and break them properly ; accustom him to the bridle and occasionnaly to the whip, direct him to the road in which he is to go, and he will soon, not only bear, but love the task he has to perform [...].